# Új dalok
Az Új dalok Cseh Tamás 1990-ben megjelent CD-je. Az album a Cseh-Bereményi szerzőpáros hétéves szünet (Jóslat) utáni újbóli együttműködésének első eleme.
Gézának Balatonszepezden van tanyája, nekem Kővágóörsön. Néhány kilométer választ el minket egymástól. Néha meglátogatott, s az egyik ilyen alkalommal mikor ment el, a kapuig kísértem. Szelíden megkérdezte, hogy nem jössz át holnap? Mondtam, hogy jó, átmegyek. Mire gyorsan, mint aki készül erre a mondatra, még megtoldotta azzal, hogy akkor hozd át a gitárodat. Meg kellene próbálni, hogy tudjuk-e még.

## A lemez számai
1. Rajtammaradt télikabát	- 3:42
2. Illegalitásban	- 2:34
3. Polka	- 2:41
4. Esetleg Edit	- 2:38
5. Kelet-Európa	- 5:23
6. Népdal II.	- 1:21
7. Népdal III.	- 1:53
8. Kamasz	- 4:14
9. Csönded vagyok	- 1:48
10. A jobbik részem	- 5:11
11. Amikor begerjed a jóindulat	- 2:52
12. Paraszt	- 2:11
13. Gróf Széchenyi István pisztolyát porozza...	- 1:56
14. Gyerekdal	- 3:23
15. Ideálom	- 2:04
16. A képzelet szálfái közt	- 3:03
17. Lánchíd	- 2:03
18. Szülés	- 3:19

## Technikai információk
- Cseh Tamás (gitár, ének)
- Sipos Mihály (hegedű)
- Muck Ferenc (szaxofon)
- Mártha István (gitár, szintetizátor, hangszerelés)
- a Budapesti Énekiskola fiúszólistái

A zenei alapok Kapolcson készültek 1990. május 28-30. között.

## Videófelvétel
A műsor egy előadása ugyancsak Új dalok címmel videón is megjelent a Katona József Színház Videószínház sorozatában. A felvétel 1994-ben készült a Kamrában, a műsor utolsó előadásán.